# Chasing Pavements
"Chasing Pavements" là ca khúc của nữ ca sĩ nhạc soul người Anh Adele. Bài hát được phát hành trên mạng ở Ireland vào ngày 13 tháng 1 năm 2008 và xuất phát trên bảng xếp hạng đĩa đơn của Ireland ở vị trí thứ 26 và sau đó đạt cao nhất ở vị trí thứ 7 nhờ doanh thu tải kĩ thuật số. Ngày 20 tháng 1, bài hát tiến lên vị trí thứ 2 trên bảng xếp hạng UK Singles Chart về lượt tải. Với hơn 280.000 bản tiêu thụ, "Chasing Pavements" là ca khúc bán chạy đứng thứ 27 năm 2008 ở Anh Quốc.
Tại giải Grammy lần thứ 51 (2009), "Chasing Pavements" đã được đề cử 3 giải Grammy tại các hạng mục Thu âm của năm, Bài hát của năm và Trình diễn giọng pop nữ xuất sắc nhất. Bài hát đoạt giải Trình diễn giọng pop nữ xuất sắc nhất, vượt qua cả Pink và Leona Lewis, nhưng nhường hạng mục Bài hát của năm cho "Viva la Vida" của Coldplay và hạng mục Thu âm của năm cho "Please Read the Letter" của Robert Plant và Alison Krauss. Trong buổi lễ trao giải, Adele cũng đã biểu diễn "Chasing Pavements" cùng Sugarland.

## Bối cảnh và cấu trúc bài hát
Bài hát lấy cảm hứng từ câu chuyện của Adele và người bạn trai cũ của cô. Sau khi biết anh ta lừa dối mình, cô tới chỗ anh ta (tại một quán bar) và đấm vào mặt anh. Sau khi bị tống cổ ra ngoài, Adele đi dọc theo con phố vắng người và tự hỏi, "Mày đang theo đuổi cái gì vậy? Mày đang đuổi theo một vỉa hè trống không." Cô hát và ghi âm bài hát trên điện thoại di đông và hòa âm khi cô về nhà. "Chasing Pavements" được viết ở khóa Đô thứ.

## Tranh cãi
Theo tờ Daily Mail, bài hát bị cấm phát ở một số đài phát thanh Hoa Kỳ vì họ cho rằng từ "chasing pavements" có nghĩa là người hát đang theo đuổi người đồng tính. Nguồn gốc của định nghĩa trên được cho là lấy từ trang từ điển trực tuyến Urban Dictionary mặc dù không có bằng chứng nào chứng minh bài hát thực sự mang ý nghĩa đó.

## Video âm nhạc
Video âm nhạc của bài hát tập trung nói về một vụ tai nạn xe hơi xảy ra tại Hyde Park, Luân Đôn. Mặc dù lấy bối cảnh ở Luân Đôn nhưng video lại quay ở Los Angeles.
Video gồm hai điểm nhìn: một là điểm nhìn của thế giới thực mà ở đó những người bị tai nạn đang nằm bất động trên vỉa hè sau tai nạn và điểm nhìn còn lại (được chiếu mỗi khi đoạn điệp khúc vang lên) mà ở đó camera quay họ từ trên cao xuống. Adele xuất hiện ở điểm nhìn thứ nhất, bên trong một chiếc xe với một người đàn ông. Cô hát một đoạn trước khi ra khỏi xe và đi ngang qua những người đang chạy tới chỗ hai nạn nhân. Sau đó cô đứng dựa vào một cái cây gần chỗ tai nạn và hát cho tới hết video.
Ở điểm nhìn thứ hai, hai nạn nhân được quay từ trên cao xuống nhưng lại tạo cảm giác họ được quay ngang thân vì họ "sống lại" và di chuyển như thể đang đứng thẳng dù vẫn đang nằm trên mặt đất. Hai người dường như đang thuật lại mối quan hệ của họ, từ lần gặp đầu tiên khi người phụ nữ đánh rơi khăn quàng cổ và người đàn ông nhặt lên và trao lại cho cô. Họ hạnh phúc bên nhau trong một khoảng thời gian ngắn trước khi người đàn ông biết rằng người phụ nữ có một người tình khác. Cô viết điều gì đó lên một mảnh giấy và khi người đàn ông đọc được, anh ta tuy tức giận nhưng vẫn tha thứ cho cô và họ bắt đầu nen nhóm lại tình cảm trước khi vụ tai nạn xảy đến. Khi Adele hát đoạn điệp khúc lần cuối, hai người nhảy trên vỉa hè và được vây quanh bởi những người đến giúp cũng đang nhảy. Người đàn ông và người phụ nữ nhảy múa đầy thân mật nhưng dù vậy họ vẫn chỉ là hai cơ thể bất động và sau đó được đưa đi trên xe cáng theo hai hướng ngược chiều nhau.
Video âm nhạc bài hát nhận được một đề cử MTV Video Music Awards cho hạng mục Vũ đạo xuất sắc nhất. Vào ngày 20 tháng 12 năm 2008, video xếp hạng 26 trên Top 40 năm 2008 của VH1.

## Biểu diễn trực tiếp
Adele biểu diễn bài hát lần đầu trong Friday Night with Jonathan Ross ngày 7 tháng 12 năm 2007. Cô cũng biểu diễn "Chasing Pavements" cùng "Cold Shoulder" trong Saturday Night Live ngày 18 tháng 10 năm 2008.

## Trong văn hóa đại chúng

### Hát lại
Bài hát được thể hiện bởi Melissa Benoist trong tập "The New Rachel" của phim truyền hình Glee năm 2012. Vào năm 2013, ca sĩ R&B người Mỹ, Candice Glover biểu diễn bài hát trong chương trình American Idol.

### Xuất hiện trong nhạc phim
"Chasing Pavements" có mặt trong ba tập phim Hollyoaks cũng như phim Wild Child và 90210.

## Xếp hạng
| Bảng xếp hạng (2008-2009)                          | Vị trí cao nhất |
| -------------------------------------------------- | --------------- |
| Áo (Ö3 Austria Top 40)                             | 56              |
| Bỉ (Ultratop 50 Flanders)                          | 10              |
| Bỉ (Ultratop 50 Wallonia)                          | 21              |
| Canada (Canadian Hot 100)                          | 21              |
| Cộng hòa Séc (Rádio Top 100)                       | 27              |
| Đan Mạch (Tracklisten)                             | 8               |
| Châu Âu (European Hot 100 Singles)                 | 8               |
| Đức (GfK)                                          | 46              |
| Ireland (IRMA)                                     | 7               |
| Israel (Media Forest)                              | 4               |
| Ý (FIMI)                                           | 7               |
| Nhật Bản (Billboard Hot 100)                       | 43              |
| Hà Lan (Dutch Top 40)                              | 9               |
| Na Uy (VG-lista)                                   | 1               |
| LỖI: PHẢI CUNG CẤP year CHO BẢNG XẾP HẠNG Slovakia | 51              |
| Thụy Điển (Sverigetopplistan)                      | 37              |
| Liên hiệp Anh (Official Charts Company)            | 2               |
| Hoa Kỳ Billboard Hot 100                           | 21              |
| Hoa Kỳ Adult Contemporary (Billboard)              | 23              |
| Hoa Kỳ Adult Pop Airplay (Billboard)               | 16              |

| Bảng xếp hạng (2008) | Vị trí |
| -------------------- | ------ |
| Dutch Singles Chart  | 36     |
| UK Singles Chart     | 27     |

## Chứng nhận
| Quốc gia                                                                           | Chứng nhận | Số đơn vị/doanh số chứng nhận |
| ---------------------------------------------------------------------------------- | ---------- | ----------------------------- |
| Canada (Music Canada)                                                              | Vàng       | 0^                            |
| Đan Mạch (IFPI Đan Mạch)                                                           | Vàng       | 7.500^                        |
| Ý (FIMI)                                                                           | Vàng       | 10.000*                       |
| Na Uy (IFPI)                                                                       | Vàng       | 5.000*                        |
| Anh Quốc (BPI)                                                                     | Vàng       | 400.000^                      |
| Hoa Kỳ (RIAA)                                                                      | Bạch kim   | 0^                            |
| * Chứng nhận dựa theo doanh số tiêu thụ. ^ Chứng nhận dựa theo doanh số nhập hàng. |            |                               |

## Lịch sử phát hành
| Khu vực        | Ngày                |
| -------------- | ------------------- |
| Châu Âu        | 11 tháng 1 năm 2008 |
| Vương quốc Anh | 14 tháng 1 năm 2008 |